# 아네르스 크리스티안센
아네르스 블레그 크리스티안센(덴마크어: Annders Bleg Christiansen, 1990년 6월 8일 ~ )은 덴마크의 프로 축구 선수로, 알스벤스칸 클럽 말뫼 FF에서 미드필더로 뛰고 있다. 또한 2020년부터 클럽 주장을 맡고 있다. 2014년부터 국가대표로 활약한 그는 UEFA 유로 2020에서 덴마크 국가대표팀의 일원으로 활약했다.

## 구단 경력

### 륑비
크리스티안센은 륑비에서 시니어 경력을 시작했다. 그는 2008-09년 시즌에 데뷔하여 세 번의 리그 경기에 출전했다. 다음 시즌 크리스티안센은 더 많은 출전 시간을 벌었고 륑비가 1부 리그로 승격하는 데 도움을 주었다. 그는 이후 두 시즌 동안 덴마크 수페르리가에서 륑비의 핵심 선수 중 한 명으로 활약했지만, 두 번째 시즌에서는 팀을 강등에서 구해내지 못했다.

### 노르셸란
크리스티안센은 수페르리가에서 활약하며 챔피언 노르셸란을 주목받았다. 2012년 7월 25일, 크리스티안센은 4년 계약을 체결한 후 노르셸란 선수로 영입했다. 그는 2년 반 동안 클럽에서 67번의 리그 경기에 출전했으며, 2012-13년 UEFA 챔피언스리그 조별 리그에서 5경기에 출전했다.

### 키에보베로나
2015년 1월 15일, 크리스티안센은 세리에 A 클럽 키에보베로나로 이적했다. 이탈리아에서의 1년 동안 그는 단 5경기에 출전하는 등 많은 출전 시간을 벌지 못했다.

### 말뫼 FF
2016년 1월 26일, 크리스티안센은 말뫼 FF의 신임 감독으로 알란 쿤의 첫 영입으로 발표되었다. 그는 시즌 개막전에서 알스벤스칸 데뷔 전을 치렀고, 우승팀 IFK 노르셰핑과의 경기에서 팀의 첫 골을 넣으며 3-1 승리를 거두었다. 크리스티안센은 2016년 시즌 동안 5골을 더 넣었고, 7경기를 남겨두고 시즌 막판 부상을 당할 때까지 말뫼의 우승팀에서 핵심적인 역할을 담당했다. 그는 2017년 시즌 개막에 맞춰 회복했고, 곧 부상 전에 중단했던 자리를 되찾았다. 2017년 9월 7일, 크리스티안센은 2022년 시즌 동안 말뫼 FF와 계약을 연장했다고 발표했다. 2017년 10월 16일, 크리스티안센은 말뫼 FF가 IFK 노르셰핑을 상대로 3-1로 승리하는 데 골을 넣으며 어시스트 2개를 추가했고, 3경기를 남겨두고 리그 우승을 확정지었다. 시즌 후 크리스티안센은 알스벤스칸의 올해의 미드필더이자 리그에서 가장 가치 있는 선수이자 2020년에도 선정되었다.

### 헨트
2018년 1월 4일, 벨기에의 헨트에 입단했다.

## 국가대표팀 경력
크리스티안센은 덴마크 국가대표팀을 세 차례 친선 경기에 출전했다. 말뫼에서 성공적인 봄을 보낸 그는 2016년 5월, 전 말뫼 감독인 오게 하라이데의 부름을 받았지만 허벅지 부상으로 인해 국가대표팀에 합류하지 못했다. 놀랍게도 그는 덴마크의 카스페르 율만 감독이 이끄는 UEFA 유로 2020 토너먼트 26인 명단에 포함되었다.

## 사생활
덴마크어와 스웨덴어 사이의 중간 정도의 상호 명료성 때문에 크리스티안센은 스웨덴 언론에 말뫼 주장으로서 모국어를 덜 변증법적으로 구사한다. 그는 스웨덴에서 몇 년을 보낸 후 스웨덴어를 완전히 이해하는 데 익숙해졌다. 이로 인해 스웨덴 방송사가 2020년에 그와 영어 인터뷰를 시작했을 때 반응이 일어났지만 크리스티안센은 대신 다국어 인터뷰를 선호한다고 답했다.
크리스티안센은 잉글랜드 클럽 리버풀의 후원자로 자랐다. 프로 선수 생활 동안 그는 "조금 더 멀어졌다"고 인정했다.